# 质粒

右側的環狀DNA（脱氧核糖核酸）即爲質粒

質體（英語：Plasmid），又名質體，是指在細胞的染色體或核区DNA之外，能夠自主複製的DNA分子（字源：plasm為生殖質，-id表示粒）。質體與染色體最主要的區分是，質體不是細胞生存所必需，染色體則是細胞生存必需的。大部分的質體都是環狀分子，但是也有少數屬於線狀分子，它存在於許多细菌以及酵母菌等生物中，乃至於植物的線粒體等胞器中。天然質體的DNA長度從數千鹼基對至數十萬鹼基對都有。質體天然存在於這些生物裡面，有時候一個細胞裡面可以有一種乃至於數種的質體的存在。質體的套數在細胞裡從一到數千都有。有些質體含有某種抗藥基因（如大腸桿菌中就有含有抗四環素基因的質體）。有一些質體攜帶的基因可以賦予細胞額外的生理代謝能力，提高它的致病力。一般来说，質體的存在與否對宿主细胞在良好環境下的生存没有决定性的作用。它是基因工程最常見的轉載體。
簡單的說，可以將質體視為基因的補充，並非必要，但其存在可使帶有的生物更好的面對各種環境。

## 相關網站
- 生物技術簡介莊榮輝 （页面存档备份，存于）